# カッショクペリカン
カッショクペリカン (学名：Pelecanus occidentalis) は、ペリカン目ペリカン科に分類される鳥類。アメリカ大陸に生息する3種のペリカンの1種で、水中に飛び込んで餌を捕獲する2種のうちの1種である。ニュージャージー州からアマゾン川の河口までの大西洋岸、ブリティッシュコロンビア州からペルーまでの太平洋岸、ガラパゴス諸島を含む地域で見られる。繁殖期の基亜種の羽毛は頭部が白く、頭頂部は黄色がかり、後頭部と頸は暗い栗色である。首の上部には喉袋の基部に沿って白い線があり、前頸の下部には淡い黄色がかった斑点がある。雄と雌は似ているが、雌の方が若干小さい。非繁殖期の成鳥は頭と頸が白色で、目の周りのピンク色の皮膚は鈍い灰色になる。非繁殖期の成鳥に赤い部分は無く、袋は強くオリーブがかった黄土色で、脚はオリーブ色の灰色から黒っぽい灰色である。
主に魚類を食べるが、両生類、甲殻類、鳥の卵や雛も食べる。島、砂丘に覆われた植物の生い茂った場所、低木や木の茂み、マングローブ林など、人里離れた場所で集団で営巣する。雌は楕円形で白亜色の卵を2-3個産む。抱卵は28-30日続き、雌雄が分担して行う。孵化したばかりの雛はピンク色で、4-14日以内に灰色または黒に変わる。雛が巣立つまでには約63日かかる。孵化後6-9週間で若鳥は巣を離れ、ポッドと呼ばれる小さな群れに合流する。
サン・マルタン、バルバドス、セントクリストファー・ネイビス、タークス・カイコス諸島の国鳥であり、ルイジアナ州の州の鳥にも指定されており、それぞれの国・地域の旗や紋章に描かれている。国際自然保護連合によって、低危険種とされている。ディルドリンやDDTなどの農薬がアメリカ合衆国南東部とカリフォルニア州で使用され、絶滅の危機に瀕していたため、1970年から2009年まで米国の絶滅危惧種保護法の対象に指定されていた。1972年、フロリダ州でDDTの使用が禁止され、その後米国の他の地域でも禁止された。それ以来カッショクペリカンの個体数は増加している。1903年、セオドア・ルーズベルト大統領は、ハンターからこの種を保護するために、フロリダ州のペリカン・アイランド国立野生生物保護区を初の野生生物保護区に指定した。

## 分類
スウェーデンの動物学者であるカール・フォン・リンネが1766年に著した『自然の体系』第12版の中で記載され、学名は Pelecanus occidentalis とされた。ペリカン属の新世界分岐群に分類されている。
5つの亜種が知られている。これらの亜種の少なくともいくつかは、形態的に類似しているが、遺伝的には異なる。亜種は大きさ、繁殖時の喉袋とその他の部分の色、および特定の繁殖羽、分布域が互いに異なる。
| 画像 | 学名                                | 分布 |
| ---- | ----------------------------------- | --- |
|      | P. o. californicus (Ridgway, 1884)  | カリフォルニア州とバハカリフォルニア州からハリスコ州までの太平洋岸で繁殖し、分布域は北はブリティッシュコロンビア州まで、南はグアテマラまでの太平洋岸まで広がる。まれにエルサルバドルでも見られる。 |
|      | P. o. carolinensis (Gmelin, 1789)   | アメリカ合衆国東部のメリーランド州から大西洋、メキシコ湾、カリブ海を通ってホンジュラスの太平洋岸、コスタリカ、パナマまでの地域で繁殖し、分布域はニューヨーク州南部からベネズエラまで広がる。       |
|      | P. o. occidentalis (Linnaeus, 1766) | 大アンティル諸島、小アンティル諸島、アンティル諸島、バハマ、カリブ海沿岸の西インド諸島、コロンビア、ベネズエラからトリニダード・トバゴまでの地域で繁殖する。                                       |
|      | P. o. murphyi (Wetmore, 1945)       | コロンビア西部からエクアドルまで繁殖し、非繁殖期にはペルー北部にも分布する。 |
|      | P. o. urinator (Wetmore, 1945)      | ガラパゴス諸島に分布する。 |

カッショクペリカンは、ペルーペリカンとアメリカシロペリカンを含む系統群に分類される。カッショクペリカンとペルーペリカンは姉妹種で、アメリカシロペリカンはより遠縁である。ペルーペリカンは以前はカッショクペリカンの亜種と考えられていたが、カッショクペリカンの約2倍と大型で、嘴の色と羽毛に違いがあり、生息域が重なる場所での交雑の証拠が無いことに基づいて、現在では別種と考えられている。飼育下ではアメリカシロペリカンと、またより遠縁のモモイロペリカンとも交雑したことが知られている。
1932年、ジェイムズ・リー・ピーターズはペリカン属を3つの亜属に分け、カッショクペリカン（ペルーペリカンを含む）を単型の Leptopelicanus 亜属、アメリカシロペリカンを単型の Cyrtopelicanus 亜属、その他の種を Pelecanus 亜属に分類した。ジャン・ドルストとRaoul J. Mouginは1979年にこの分類を踏襲した。Andrew Elliottは1992年に、Joseph Bryan Nelsonは2005年に、カッショクペリカン（ペルーペリカンを含む）と白いペリカンの間には大きな違いがあり、白いペリカンの中でも地上に営巣する大型のアメリカシロペリカン、コシグロペリカン、モモイロペリカン、ハイイロペリカンは分岐群を形成し、樹上に営巣する小型のコシベニペリカンとホシバシペリカンは姉妹種であると考えた。1993年にPaul Johnsgardは、アメリカ大陸へのペリカンの定着は比較的遅く、ペリカンはアフリカか南アジアに起源があるという仮説を立てた。ただし後に彼は、カッショクペリカン（ペルーペリカンを含む）が最も分岐したペリカンであるという当時の一般的な見解を支持し、アメリカシロペリカンとモモイロペリカンは近縁種であり、アメリカ大陸へのペリカンの2度の独立した拡散が起こっており、カッショクペリカンとペルーペリカンの祖先の拡散は早い時期に起こったとした。チャールズ・シブリーとジョン・アールクィストによるDNA-DNA分子交雑法と非加重結合法を用いた1990年の研究により、カッショクペリカンはアメリカシロペリカンを含む分析されたすべての白いペリカンを含む系統群の姉妹群であることを裏付けたが、白いペリカンのグループ内の関係は異なっていた。
より優れた遺伝子データと現代的な研究により、ペリカンの系統に関する新しい仮説が生まれてきた。独特の羽毛と行動および初期の分子データに基づき、カッショクペリカンとペルーペリカンが他のペリカンと遠縁であるという従来の見解とは対照的である。カッショクペリカンとアメリカシロペリカンが相互に2つの単系統群を形成するのではなく、アメリカシロペリカンはカッショクペリカンとペルーペリカンの姉妹種であり、この3種が新世界ペリカンの分岐群を形成する。他のペリカンの中では、コシベニペリカン、ハイイロペリカン、ホシバシペリカンが近縁であり、コシグロペリカンの姉妹群である。モモイロペリカンには特に近縁種はおらず、前述の4種と姉妹群である可能性はあるが、この関係を裏付ける統計的な証拠は少なかった。

## 形態

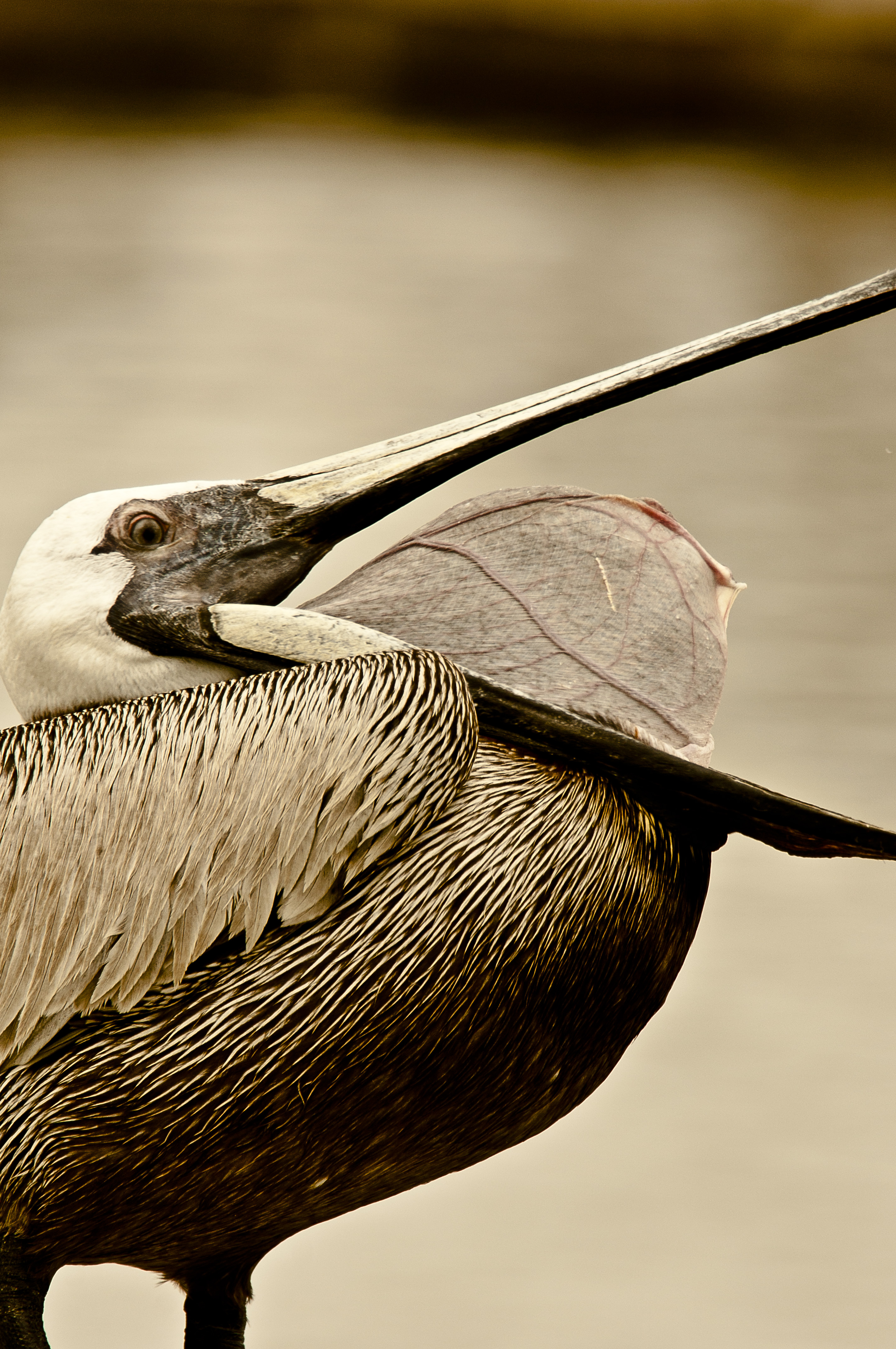
喉袋を見せた様子

現存する8種のペリカンの中では最小種だが、分布域内の海鳥の中では大型である。全長1 - 1.52m、翼開長2.03 - 2.28mである。成鳥の体重は2 - 5kgで、ペルーペリカンやアメリカシロペリカンの約半分の重さである。フロリダに生息する47羽の雌の平均体重は3.17kg、56羽の雄の平均体重は3.7kgであった。他のペリカンと同様に非常に長い嘴を持ち、その長さは280 - 348mmである。
基亜種の繁殖羽は頭部が白色で、頭頂部は黄色がかり、後頭部と頸は暗い栗色である。頸の上部には喉袋の基部に沿って白い線があり、前頸下部には淡い黄色の斑点がある。後頭部中央の羽毛は細長く、短く深い栗色の冠羽毛となる。上背は銀灰色で、肩羽と上雨覆は茶色がかる。小雨覆基部は暗色で、翼の前縁は縞模様に見える。上尾筒は中央が銀白色で、淡い縞模様となっている。中雨覆、初列風切、次列風切、大雨覆は黒っぽく、初列風切の羽軸は白く、次列風切には銀灰色の縁取りがある。三列風切は銀灰色で、茶色がかっている。翼下面には灰褐色の縁取りがあり、初列風切の外側の羽軸は白い。腋羽と雨覆は暗色で、中央部は幅広く銀灰色である。尾は暗灰色で、銀色がかる部分がある。下嘴は黒っぽく、底部に緑がかった黒色の喉袋があり、獲物を捕獲したときに水を切る。胸と腹は暗色で、脚と足は黒色である。嘴は茶色がかった灰白色で、淡いカーマインの斑点が混じる。冠羽は短く、淡い赤褐色である。背、腰、尾には灰色と暗褐色の縞があり、錆びた色の場合もある。雄と雌は似るが、雌の方がわずかに小さい。皮膚の下と骨の中に気嚢があり、大きな浮力をもたらしている。そのため空中では優雅に飛行するが、陸上では不器用に移動する。
非繁殖期の成鳥は頭と頸が白く、繁殖期前の成鳥は頭がクリーム色である。目の周りのピンク色の皮膚は非繁殖期には鈍い灰色になる。非繁殖期の成鳥に赤い部分は無く、喉袋は強くオリーブがかった黄土色で、脚はオリーブがかった灰色から黒っぽい灰色である。虹彩は淡い青から黄白色で、繁殖期には茶色になる。求愛期には嘴はピンクがかった赤から淡いオレンジ色になり、先端はより赤くなり、喉袋は黒っぽくなる。繁殖期後期には、上嘴の大部分と下嘴の基部3分の1は淡い灰色になる。

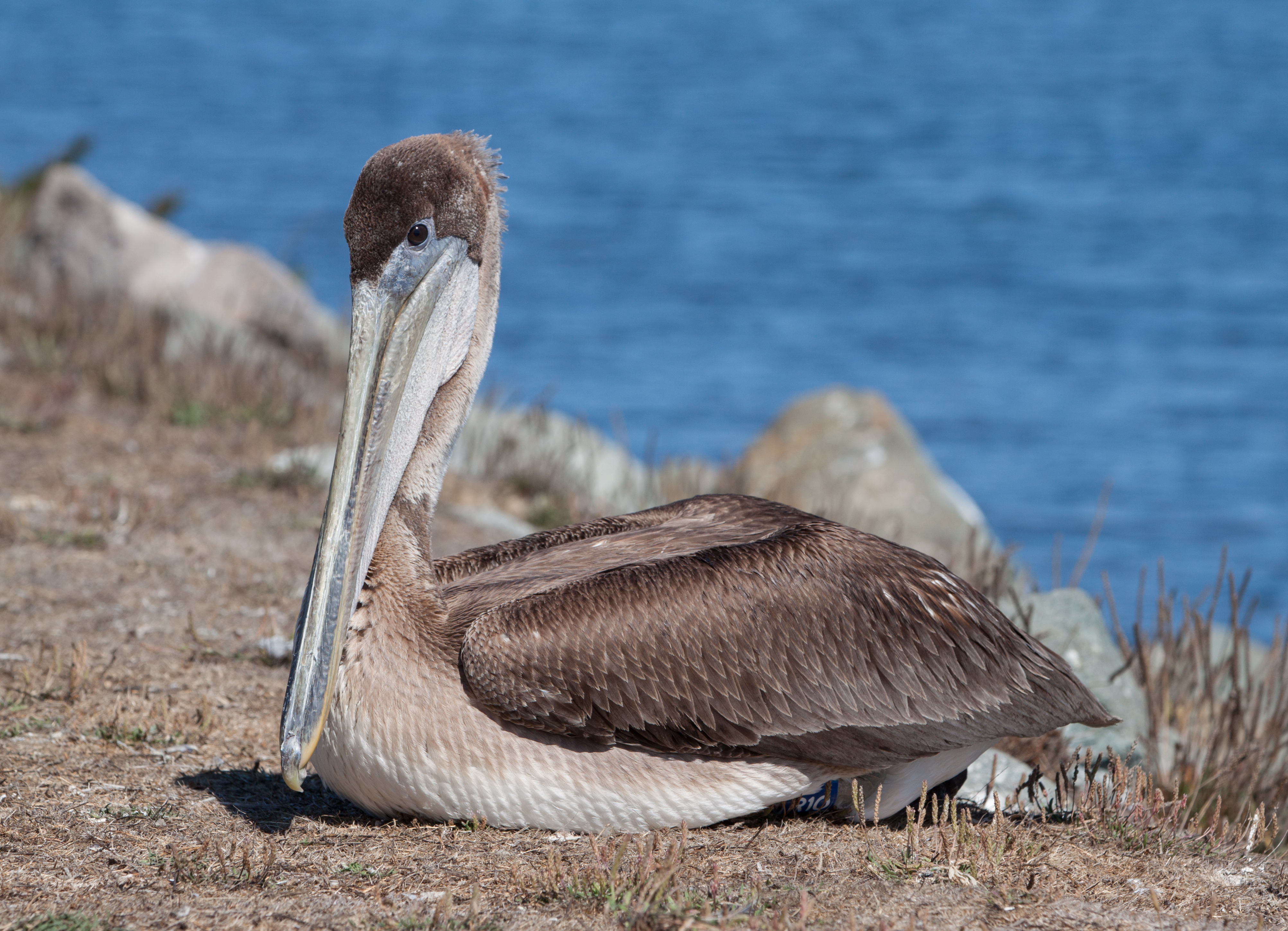
カリフォルニア州の幼鳥

幼鳥は成鳥と似るが、全体的に灰褐色で腹面はより淡い。頭、首、腿は暗褐色で、腹は鈍い白色である。雄の羽毛は雌と似るが、雄の頭部の羽毛はかなり硬い。幼鳥の尾羽と風切羽は成鳥と比べて茶色い。上雨覆は短く茶色で、大雨覆はより暗い色をしている。下雨覆は鈍い茶色がかった灰色で、中央に白っぽい帯がある。虹彩は暗褐色で、顔の皮膚は青みがかる。灰色の嘴の先端近くは黄色からオレンジ色で、喉袋は暗灰色からピンク色である。3歳以上になると成鳥の羽毛になり、首の羽毛はより淡く、上面は縞模様になり、翼上面と中雨覆は灰色になり、腹部には暗い斑点が現れる。
羽毛が白くないこと、体が小さいこと、水面から協力して魚を捕るのではなく、空中から魚を捕る習性があることなどから、アメリカシロペリカンとは容易に区別できる。カッショクペリカンとペルーペリカンは、真の意味での海のペリカンである。

## 分布と生息地

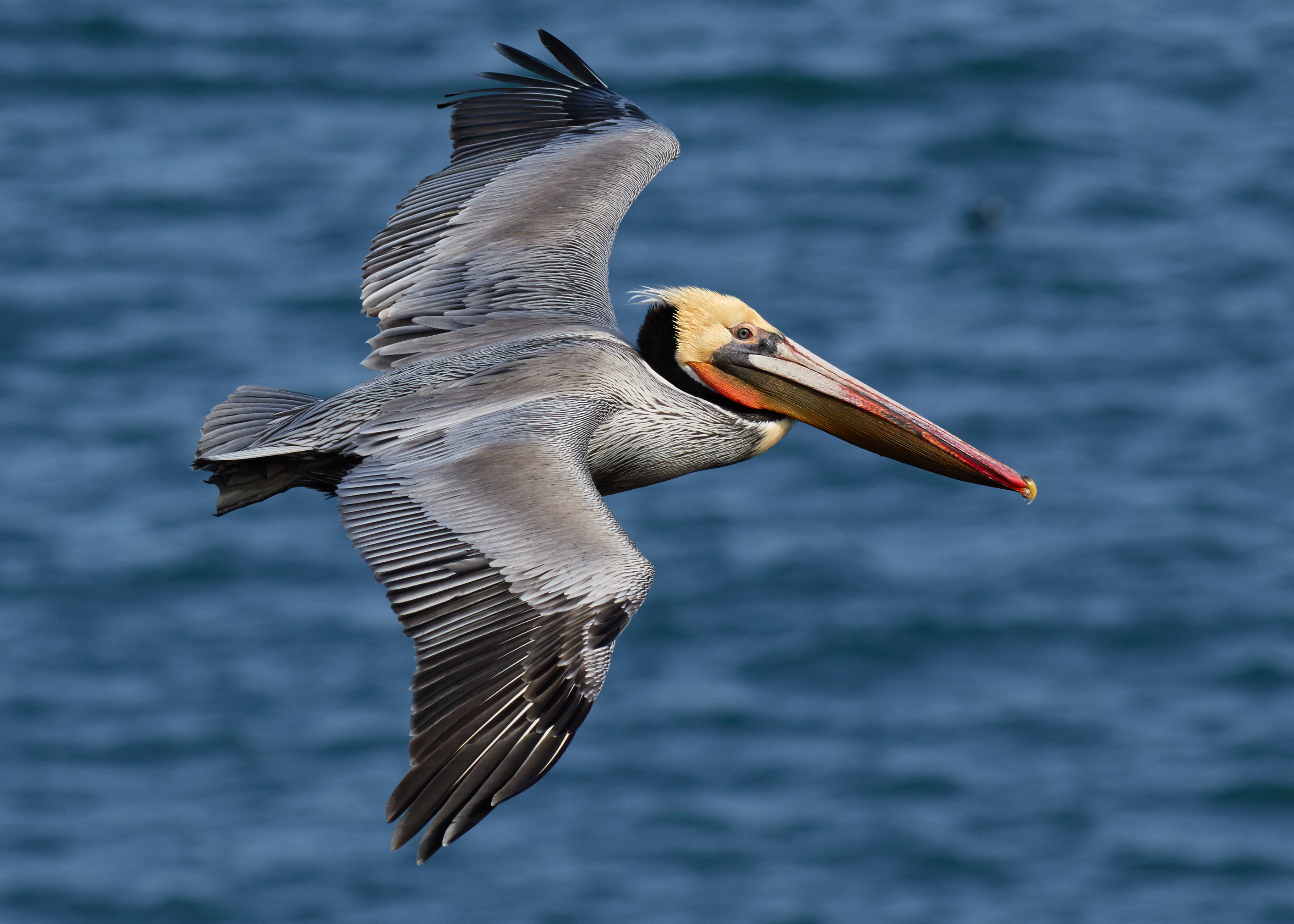
飛翔するカリフォルニア州の成鳥

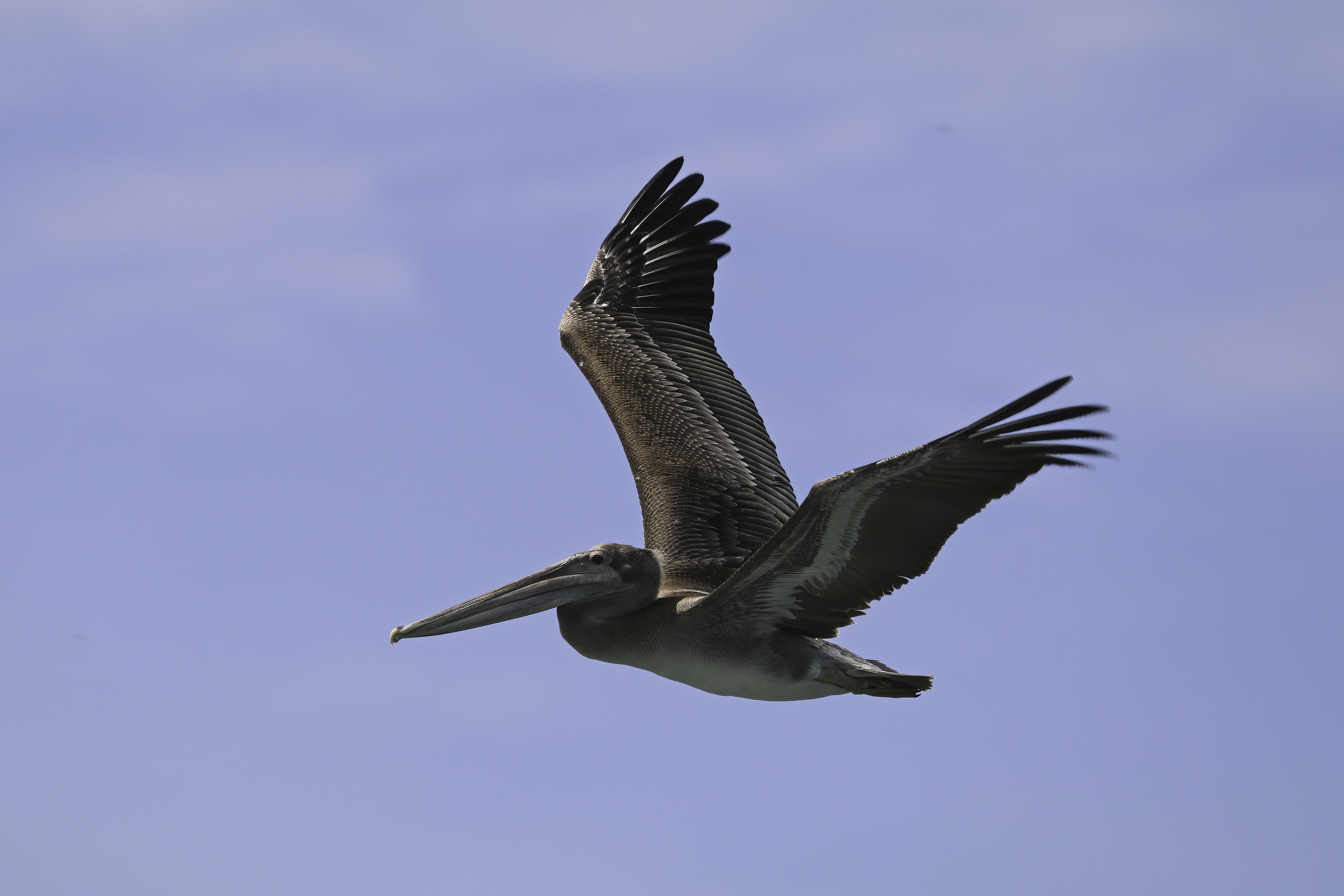
パナマで撮影された P. o. carolinensis の若鳥

アメリカ大陸の大西洋岸、メキシコ湾岸、太平洋岸に分布する。大西洋岸では、ニュージャージー州沿岸からアマゾン川河口まで見られる。太平洋岸では、ブリティッシュコロンビア州からガラパゴス諸島を含むペルー北部まで見られる。北米の個体群は営巣後、群れで海岸沿いにさらに北上し、冬には暖かい地域に戻る渡り鳥である。非繁殖期には、北はカナダまで見られる。ペルーのピウラ県南部では稀に見られるが、通常はペルーペリカンの分布域であり、エルニーニョの年には非繁殖期にイカ県南部まで現れることがある。チリ北部のアリカでも少数の個体が記録されている。カリフォルニア州、サウスカロライナ州、ノースカロライナ州、ジョージア州、西インド諸島、ガイアナ南部までの多くのカリブ海の島々の海岸沿いでは比較的一般的である。メキシコ湾岸では、アラバマ州、テキサス州、フロリダ州、ミシシッピ州、ルイジアナ州、メキシコに分布する。
完全な海洋性の種であり、主に海洋の潮間帯、暖かい河口、遠洋に生息する。マングローブの湿地にも生息し、特に塩分の多い湾や海岸の近くの浅瀬を好む。外海を避け、海岸から32km以上離れることは稀である。若鳥は内陸の淡水湖に迷い込む場合もある。南アメリカの太平洋沿岸の一部の地域では、その生息域がペルーペリカンと重なることもある。岩、水上、岩の崖、桟橋、突堤、砂浜、干潟をねぐらとする。

### 移動
カッショクペリカンの個体群のほとんどは渡りをしない定住性で、生まれた場所から繁殖地へ、または繁殖地から別の繁殖地へ移動する。分布域の北部では、ある程度の渡りが観察されているが、これらの移動は地域の状況に応じて不規則になる場合が多い。
通常は沿岸地域に生息するが、時折内陸部にも移動し、北米の内陸部の大半で迷鳥としての記録がある。時折通常の生息域外のアメリカ大陸の海岸を移動し、北はアラスカ州南東部やニューファンドランド島、南はペルーペリカンの生息域にかなり近いチリ中央部、南米の東ではアラゴアス州からも報告されている。コロンビアのアンデス山脈では、ハリケーンやエルニーニョが原因となる内陸部への迷鳥の出現が報告されている。2009年7月にアンデス山脈の渓谷で初めて記録され、少なくとも161日間そこに留まった。内陸部の法的なアマゾン地域では、アマゾン川とその支流沿いに4羽の記録がある。

## 生態
群れを作る傾向が強く、一年中雌雄ともに群れをなして生活している。頭を肩に乗せ、嘴を折りたたんだ首に乗せて群れで水平に飛行する。V字型の編成で飛ぶこともあるが、通常は一列に並び、水面近くを飛ぶことが多い。鼻孔に水が入らないようにするため、鼻孔の内側は狭くなっている。

### 摂餌

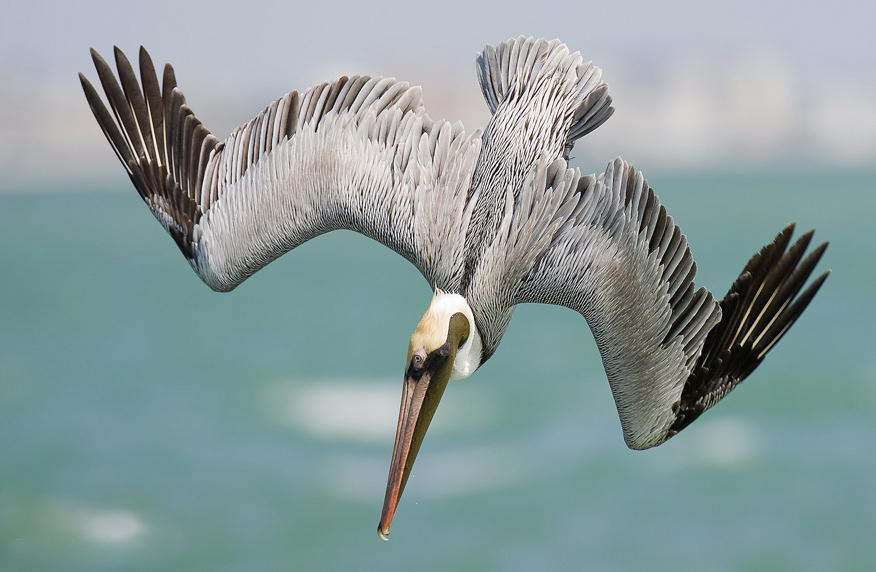
海に飛び込もうとする様子

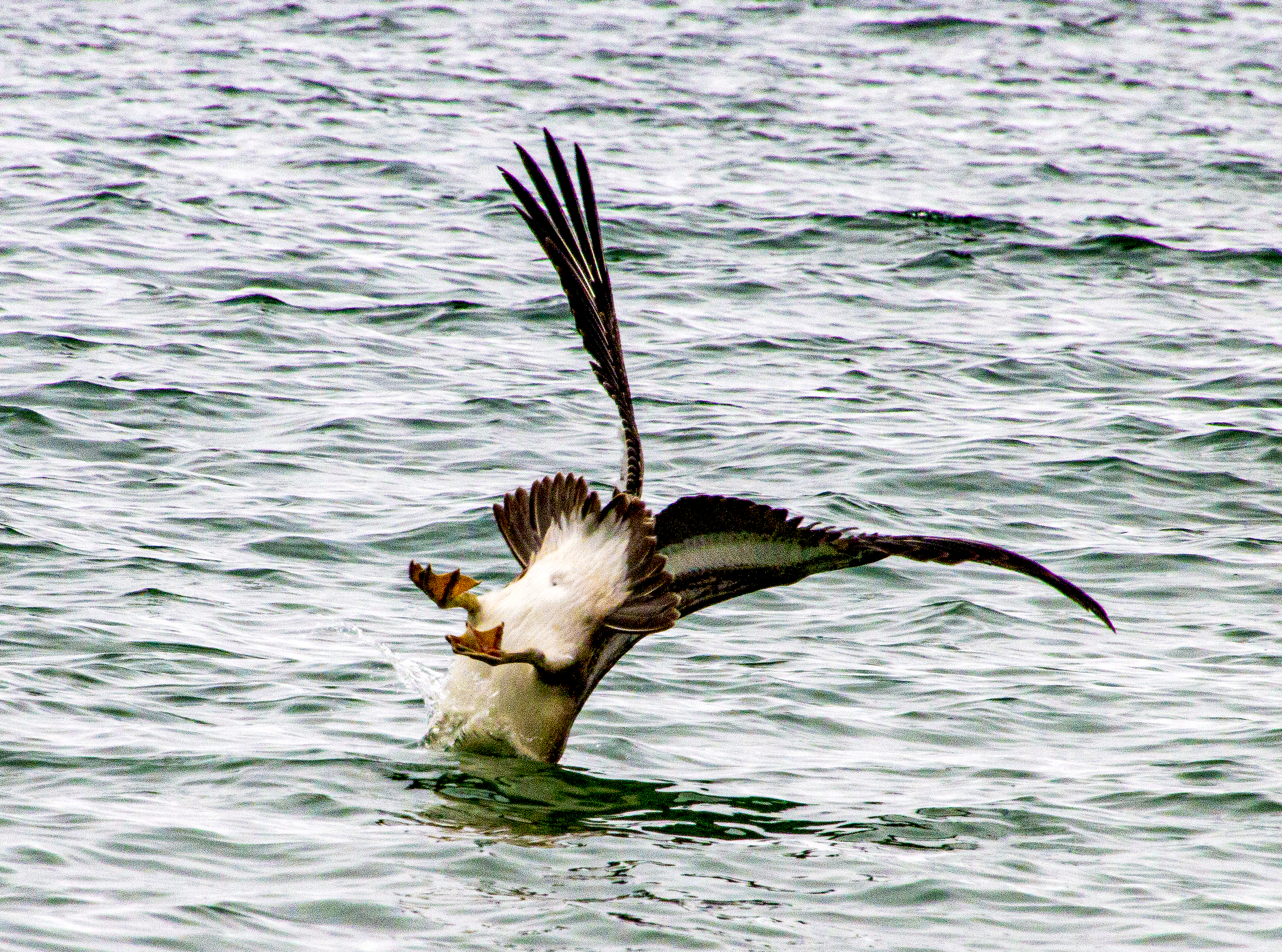
海に飛び込んだ様子

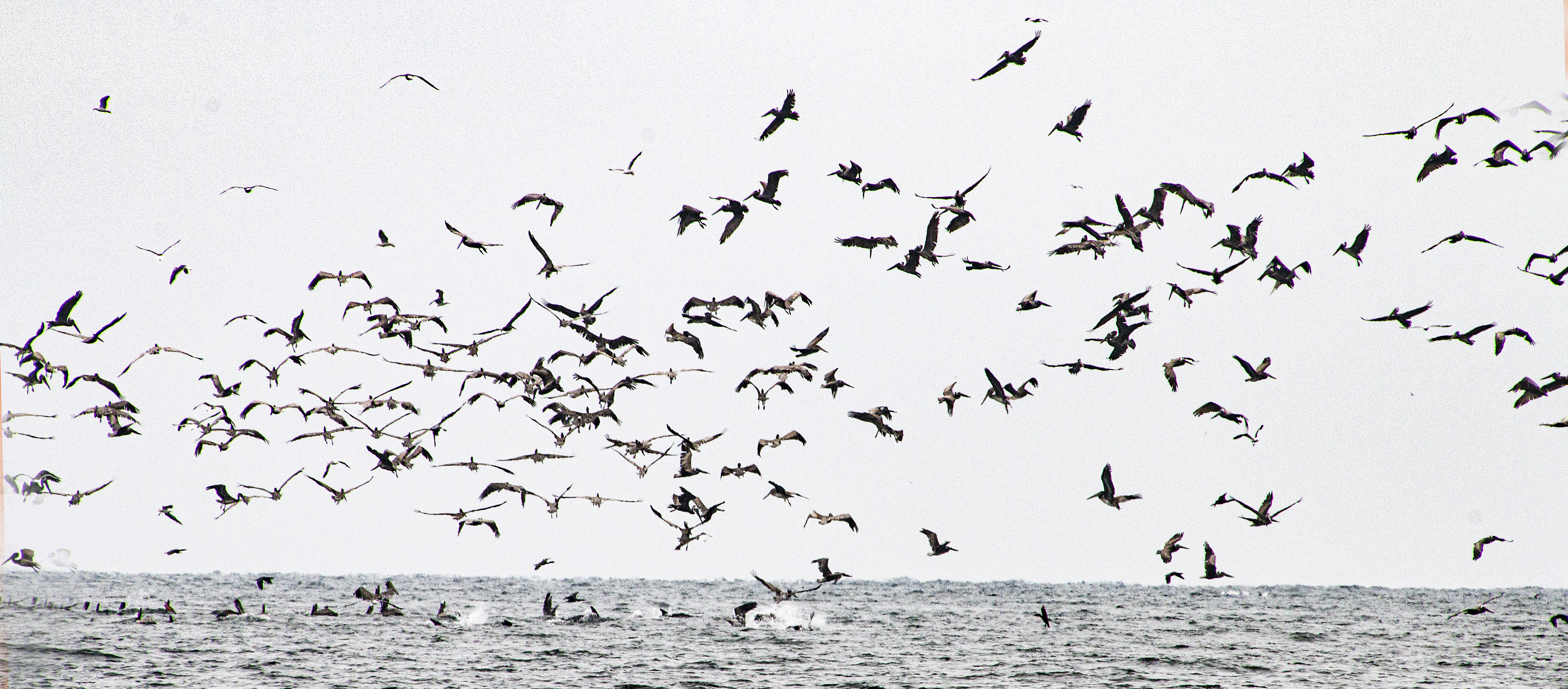
サンディエゴ沖で摂餌を行う群れ

カッショクペリカンは主に魚食性である。メンハーデンが食事の90%を占め、特にアンチョビは営巣の成功に重要である。その他にもフエフキオコゼ科、ピンフィッシュ、ニシン、ヒツジダイ、トウゴロウイワシ目、ボラ科、サーディン、ミノー、フンドゥルス科などの魚類を捕食する。南カリフォルニアでは、カリフォルニアマイワシを食事の最大26%を占める主な食料源としており、この地域のイワシの捕食者のトップ3に数えられる。魚類以外の獲物には甲殻類、特にエビが含まれ、両生類やサギ、ウミガラス、同種といった鳥類の卵や雛を食べることもある。
海面から最大18 - 21mの高さを飛び、飛びながらでも魚の群れを見つけることができる。餌を探すときは、カワセミ科のように嘴から先に潜水し、全身が水面下に潜る瞬間が発生する場合もある。主に潜水して餌を探すペリカンは本種とペルーペリカンのみで、他の現存するペリカンは餌を探すときに水面に浮かんでいるだけである。水面に浮上すると、喉袋から水を吐き出してから獲物を飲み込む。本種の他にはペルーペリカンだけがこのような採餌方法を持つが、カッショクペリカンほど高い位置から飛び込むことはない。他のペリカンは水面を泳ぎながら囲いの中にいる魚をすくい上げるという採餌方法である。カモメ科、トウゾクカモメ科、グンカンドリ科など、他の魚食鳥類による労働寄生の標的になることもある。塩腺から塩分を排出する能力が高いため、塩水であっても飲むことができる。

### 発声
ディスプレイの際には「hrrraa-hrra」という低音など、さまざまなうなり声を発する。成鳥が低い鳴き声を出すことは稀だが、幼鳥は頻繁にキーキーと鳴く。

### 繁殖と成長

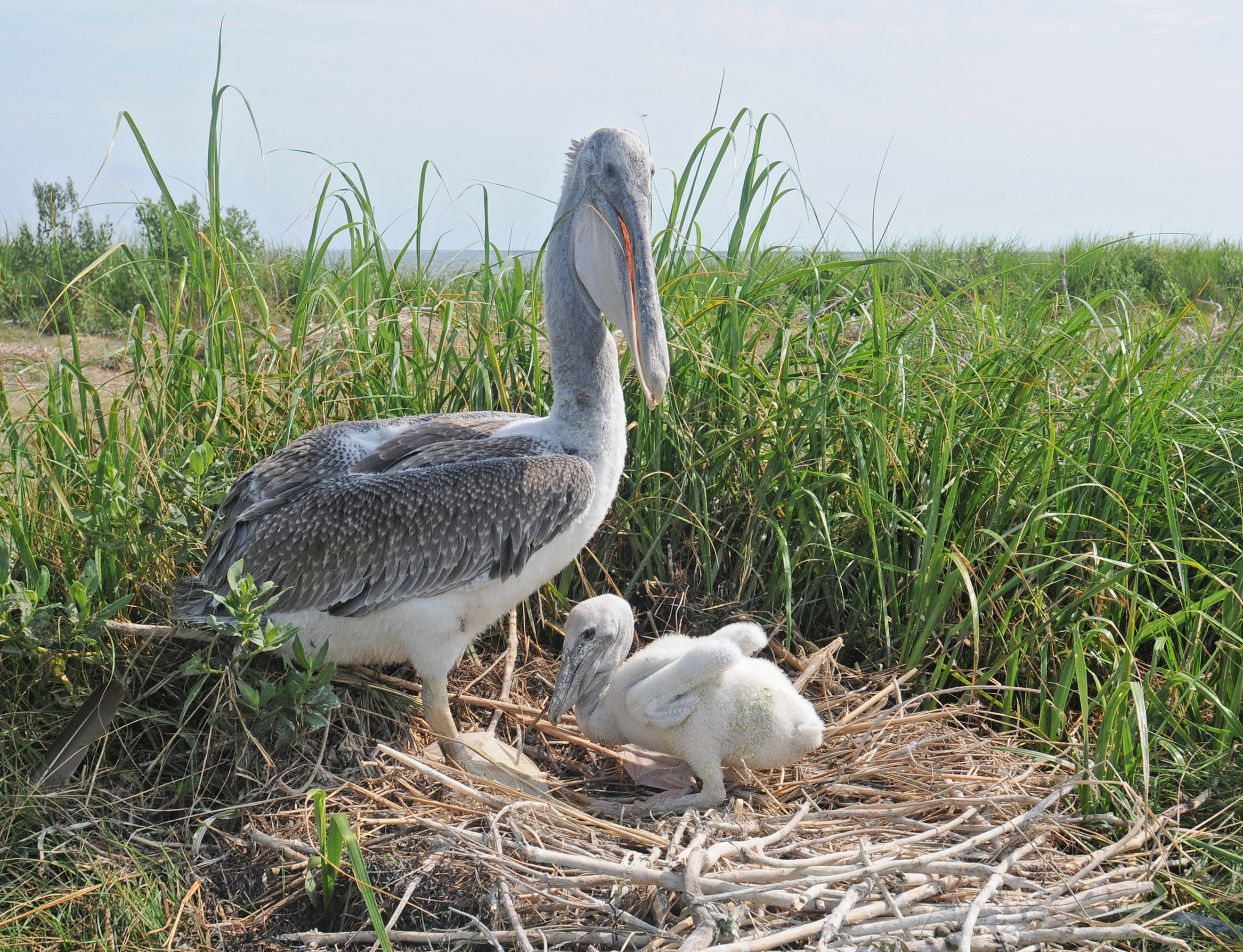
チェサピーク湾の島で撮影された雌成鳥と雛

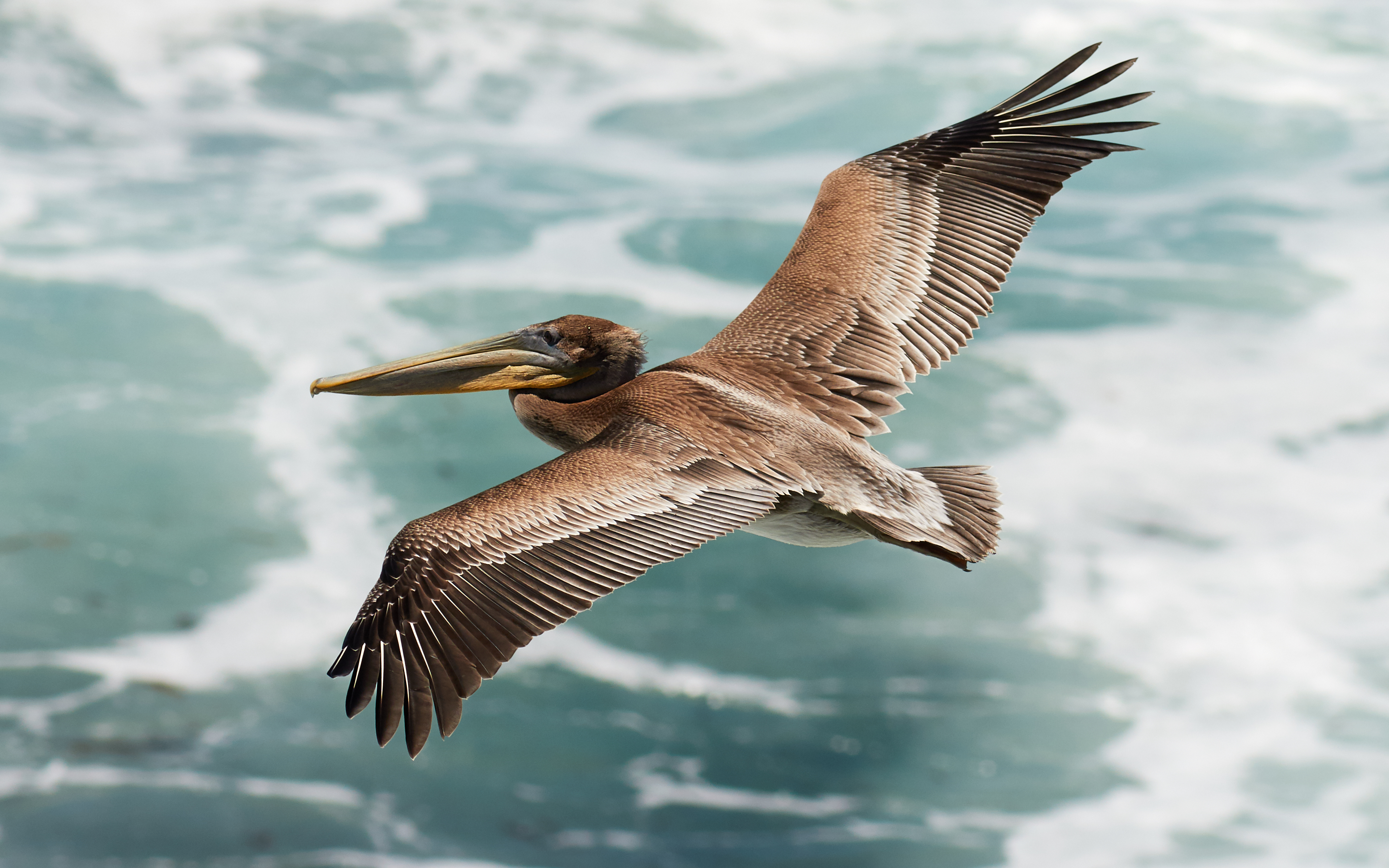
カリフォルニア州で撮影された飛翔する若鳥

繁殖期には一夫一婦制だが、生涯にわたってつがいとなる事は無い。営巣期は3月から4月にピークを迎える。雄は営巣場所を選び、雌を引き付けるために頭を動かしてディスプレイを行う。営巣地では雌雄ともに頭を振る、お辞儀をする、向きを変える、直立するなどの求愛ディスプレイが行われ、その際低い「ラーー」という鳴き声を伴うこともある。
つがいが形成されると、つがい間の明白なコミュニケーションは最小限となる。コロニーを形成し、いくつかのコロニーは長年にわたって維持される。撹乱、ダニの蔓延、または食糧供給の変化が原因で、コロニーは頻繁に移動する。人里離れた場所に巣を作り、多くの場合は島、砂丘の間の植物が生い茂った場所、低木や木の生えた茂み、マングローブ林の中にあるが、時には崖の上、灌木や小木の中にもある。巣は密集しており、互いにわずか1mの距離にある場合がある。巣は通常、雌が葦、葉、小石、小枝を使って構築し、羽毛で覆われたように見え、10 - 25cmは土や瓦礫で縁取られて保護されている。巣は通常、地上0.9 - 3mの高さで発見される。繁殖期の早い時期に巣から卵が失われた場合、再度巣作りが行われることがある。
通常2 - 3個、時には4個の楕円形の卵を産み、子育ては1年に1回である。卵は白っぽい色で、長さ約76mm、幅約51mmである。抱卵は雌雄が役割を分担し、足の水かきの上または下に卵を抱えて温める。卵が孵化するまでには28-30日かかり、巣立ちには約63日かかる。その後若鳥は巣を離れ、ポッドと呼ばれる小さな群れに合流する。孵化したばかりの雛はピンク色で、体重は約60gである。孵化後4日から14日の間に灰色または黒に変わり、その後白、黒、または灰色がかった羽毛が生える。巣立ちの成功率は、最初に孵化した雛では100％、2番目では60％、3番目ではわずか6％に達する場合がある。
親鳥は幼鳥が巣立つまでは、消化済みの餌を吐き戻して与える。孵化約35日後、幼鳥は歩いて巣から出る。幼鳥は孵化後約71-88日で飛び始める。成鳥はその後もしばらく幼鳥と一緒にいて、餌を与え続ける。8 - 10ヶ月間の世話期間中、雛は吐き戻されて部分的に消化された合計約70kgの魚で養われる。若鳥は3 - 5歳で性成熟し、成鳥の羽毛が完全に生え揃う。飼育下で31年以上生きた記録がある。

### 天敵と寄生虫
卵や雛から巣立ち直前までの幼鳥の捕食者としては、カモメ科、ハクトウワシなどの猛禽類、クシトゲオイグアナ、ワニ、ハゲタカ、野猫、野犬、アライグマ、ウオガラス、カラス科の鳥などが挙げられる。コロニーが島にある場合は捕食が減少する可能性がある。稀にボブキャットが幼鳥と負傷した成鳥の両方を食べることが記録されている。成鳥が捕食された例はめったに無いが、ハクトウワシの餌食になった例はある。オタリアや大型のサメが、海面に留まっている成鳥を下から捕らえて捕食する様子が観察されている。カリフォルニア州では、成鳥がカナダカワウソの一般的な獲物となっている。
外来種のヒアリは孵化したばかりの幼鳥を捕食することが知られている。すべてのペリカンと同様に、カッショクペリカンは観光客や漁師を含む人間による巣の撹乱に非常に敏感で、巣を放棄することさえある。体が大きいため、巣を作っていない成鳥が捕食されることはめったに無い。ボラ、Mugil curema、その他の魚を食べることで、Petagiger、Echinochasmus、Phagicola longus、Mesostephanus appendiculatoides、Contracaecum multipapillatum、Contracaecum bioccai などの寄生虫に感染する。

## 人間との関係
カッショクペリカンは現在、混雑した沿岸地域に欠かせない存在であり、漁師の使うモノフィラメントの釣り糸と釣り針や船乗りによって多少の危険にさらされている。20世紀初頭には狩猟がペリカンの主要な死因であり、1918年の渡り鳥を保護する法律で保護されているにもかかわらず、カリブ海沿岸、ラテンアメリカ、そして時折アメリカ合衆国でも、羽毛目的で成鳥を狩猟したり卵を集めたりする密猟者がいる。

### 文化

ペリカンの描かれたルイジアナ州の州旗

上にペリカンが描かれたシント・マールテンの国章

サン・マルタン、バルバドス、セントクリストファー・ネイビス、タークス・カイコス諸島の国鳥である。1902年にルイジアナ州の州章の一部となり、1912年にはペリカンとその子供がルイジアナ州の旗の一部にもなった。ルイジアナ州の愛称の1つは「ペリカンの州」であり、カッショクペリカンはルイジアナ州の州の鳥でもある。テュレーン大学のマスコットの1つで、同大学の校章にも描かれている。西インド諸島大学の校章にも描かれている。NBAのチームであるニューオーリンズ・ペリカンズは、カッショクペリカンにちなんで名付けられている。
1993年の映画『ペリカン文書』はジョン・グリシャムの同名小説に基づいており、その中ではカッショクペリカンの生息地であるルイジアナ州の湿地帯が言及されている。同年の映画『ジュラシック・パーク』では映画の最後にカッショクペリカンの群れが登場した。1998年、アメリカ人指揮者のデビッド・ウッダードは、カッショクペリカンの墜落した浜辺で、そのペリカンのためにレクイエムを演奏した:152–153。

### 脅威と保全

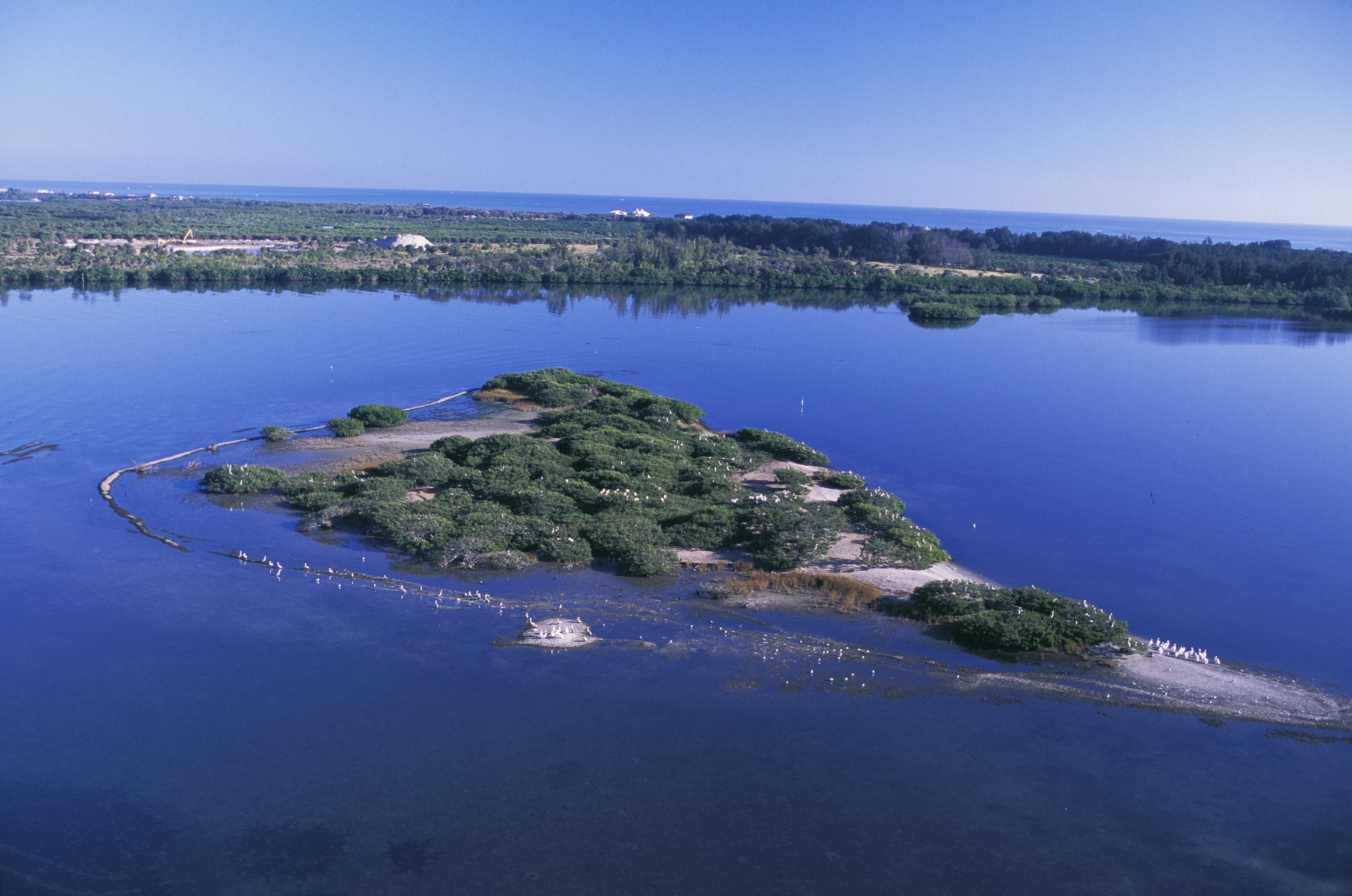
ペリカン・アイランド国立野生生物保護区の空撮写真

1988年以来、20,000km2 以上の広い分布域と個体数の増加傾向に基づき、IUCNのレッドリストでは低危険種とされている。個体数は危急種の閾値より十分に多い。基亜種の個体数は、西インド諸島で少なくとも29万羽、全世界で65万羽と考えられている。1903年、セオドア・ルーズベルト大統領は、現在ペリカン・アイランド国立野生生物保護区として知られているペリカン・アイランドを、カッショクペリカンを狩猟者から保護するために確保した。
1940年代にDDTなどの農薬が発明され、広く使用されるようになってから、繁殖の失敗により個体数は激減した。1960年代までにはメキシコ湾岸からほとんど姿を消し、南カリフォルニアではDDT使用によりほぼ完全な繁殖不全に陥った。カッショクペリカンは1970年から2009年まで「絶滅の危機に瀕する種の保存に関する法律」において指定種とされていた。ラルフ・シュライバー率いるタンパ大学の研究グループはタンパ湾で調査を行い、DDTの影響でペリカンの卵殻が薄くなり、胚が成熟できないことを発見した。1972年、アメリカ合衆国環境保護庁は米国でのDDTの使用を禁止し、他の農薬の使用も制限した。それ以来、カッショクペリカンの卵の化学汚染は低下し、営巣成功率も増加している。ルイジアナ州では1963年に一度絶滅したが、1968年から1980年の間に行われた再導入プログラムにより再び定着し、カリフォルニア州とテキサス州の個体数は繁殖力の向上と自然な再定着により回復した。1985年までにフロリダ州、ジョージア州、サウスカロライナ州、アラバマ州を含む米国東部と大西洋岸北部の個体数は回復し、絶滅危惧種から除外された。北米での個体数は40年間で10年あたり約68%増加しており、この傾向は続いていると思われる。ただし太平洋沿岸地域と米国南部および中部では、依然として絶滅危惧種に指定されている。ルイジアナ州とテキサス州のメキシコ湾岸の個体群は依然として絶滅危惧種に指定されており、2009年には繁殖ペアが約12,000組と推定された。しかし2010年メキシコ湾原油流出事故が個体群に悪影響を及ぼしており、現在の個体数は不明である。

#### 指標生物として
カッショクペリカンの個体数は1940年代の急激な減少から着実に回復してきたが、食料源の減少が南カリフォルニアの個体数を脅かしている。餌となる魚の個体数が定期的に変動するのはよくあることだが、カリフォルニアマイワシの個体数は2014年頃から一貫して減少している。2019年には、イワシの個体数が記録上の最大値のわずか10％に達したことが判明した。イワシの個体数の変動は、主に気候や海水温の変動に起因していると考えられている。イワシの個体数の大幅な減少は、プランクトンの個体数を制限する海水の窒素量に関連している可能性がある。カリフォルニア付近では風による湧昇が冷たく窒素に富んだ水を表層に押し上げ、持続可能で栄養豊富な環境を維持している。エルニーニョ、海水温の上昇、商業漁業の増加などの継続的な環境破壊は、栄養循環に劇的な影響を及ぼし、イワシの生産性と繁殖の成功に永続的な影響を及ぼしている。
カッショクペリカンはイワシの個体数の減少に対して非常に脆弱であり、イワシの個体数が最も少ない場合、カッショクペリカンの個体数は最大50％減少すると予測されている。イワシの個体数の減少がより緩やかで、50％減少した場合であっても、カッショクペリカンは最大27％減少すると予測されている。最近のカッショクペリカンの繁殖成功度の減少は、イワシの個体数減少と一致している。2014年から2016年の間、営巣コロニーに到着するペリカンの数の減少、孵化したばかりの子に餌を与えることができないことによる大規模な繁殖の放棄と早期の移動、最適ではない繁殖といった、継続的な繁殖の失敗が起こった。繁殖成功率は海洋の異常、特に湧昇が強度を増す温暖期の異常によって大幅に減少し、湧昇の増加は海洋の生産性と餌となる魚の入手可能性を損なう。これらの傾向は、カッショクペリカンや他の海鳥の健康と保全に重要な意味を持つ。
海鳥は指標生物としてますます重要になっており、魚類資源、生態系の健全性、気候変動の変化を間接的に追跡するためによく使用される。海鳥の栄養カスケードは単純なため、環境の変化が海鳥の個体数に即効性の影響を与える傾向があり、生態系の健全性と資源の複雑で長期的な傾向を容易に認識し、追跡することができる。カッショクペリカンは、南カリフォルニアで確立された漁業の影響を判断する上で有用な指標であることが証明されている。カリフォルニア湾のイワシ漁業は、1990年代初頭から乱獲の兆候を示しているが、イワシの個体数を監視し、指標を得ることは困難である。しかし餌の不足は海鳥の繁殖に悪影響を及ぼすため、海鳥の食事と繁殖成功率は、餌となる魚の個体数を間接的に測定するために使用されてきた。このモデルは、カッショクペリカンを指標種として用いることで機能することが示されている。カッショクペリカンの餌に占めるイワシの割合が減少するにつれ、漁業の成功度は低下する。最終的にイワシの個体数が減少すると、カッショクペリカンは移動して他の餌となる魚を食べ始めるようになるが、商業漁業では依然としてかなりの数が漁獲されている。これは漁業でイワシの個体数減少の兆候が見られなくても、カッショクペリカンは既に他の食料源を探す可能性があることを示している。エルニーニョの際には水温躍層によってカッショクペリカンが獲物に近づけなくなるため、獲物の入手可能性はさらに低下する可能性がある。カッショクペリカンは商業漁業で漁獲される成魚を主に食べるため、カッショクペリカンの餌は同じ季節の漁業におけるイワシの個体数の減少を示すことがほとんどである。カッショクペリカンは漁業にとって重要な指標種としての役割を果たしているが、気候変動と乱獲によるイワシの個体数の減少は、個々の生物の栄養カスケード内外を問わず、生態系全体に大きな影響を与えている。

## 画像

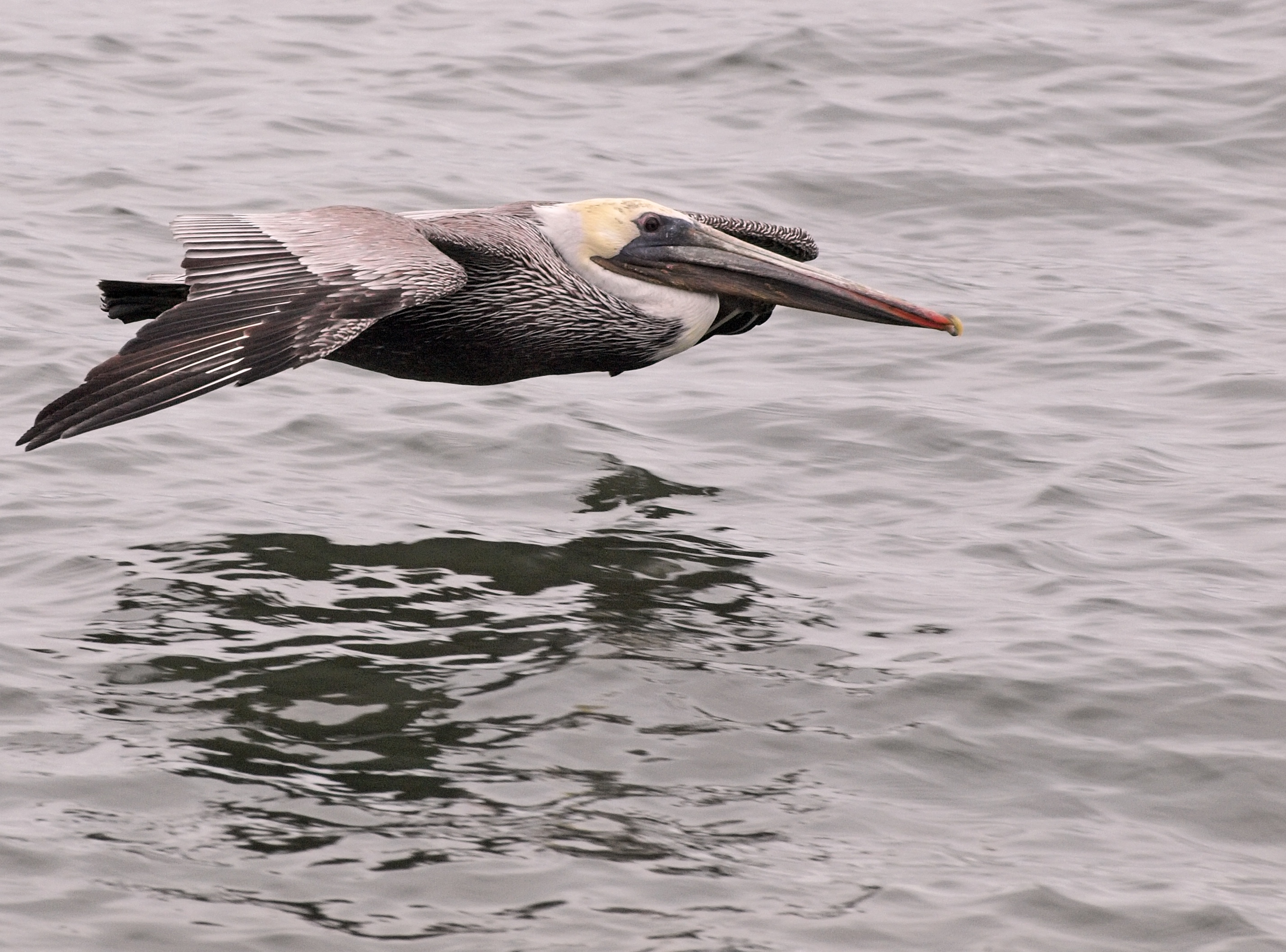
水面付近を飛翔する
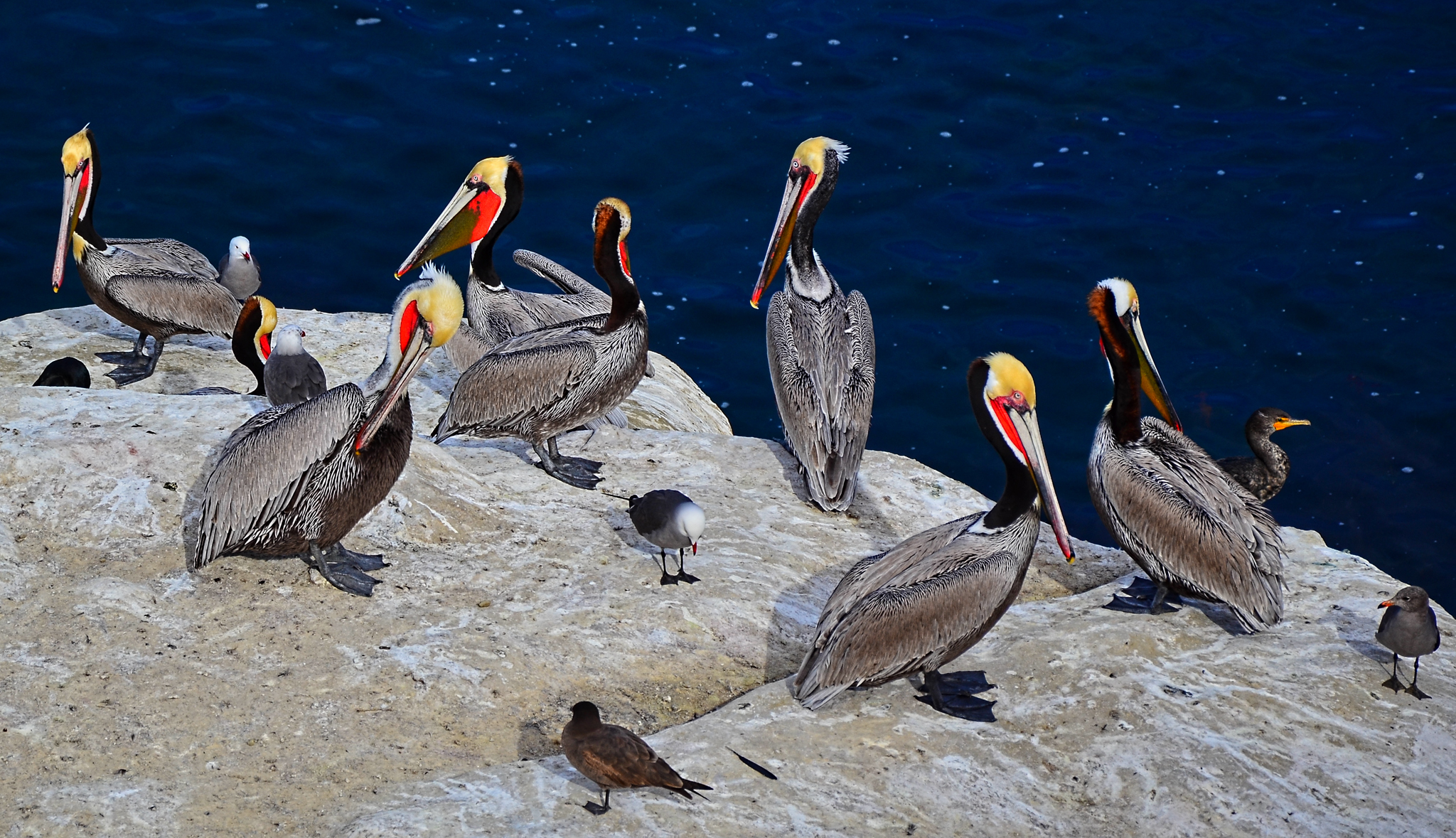
群れ
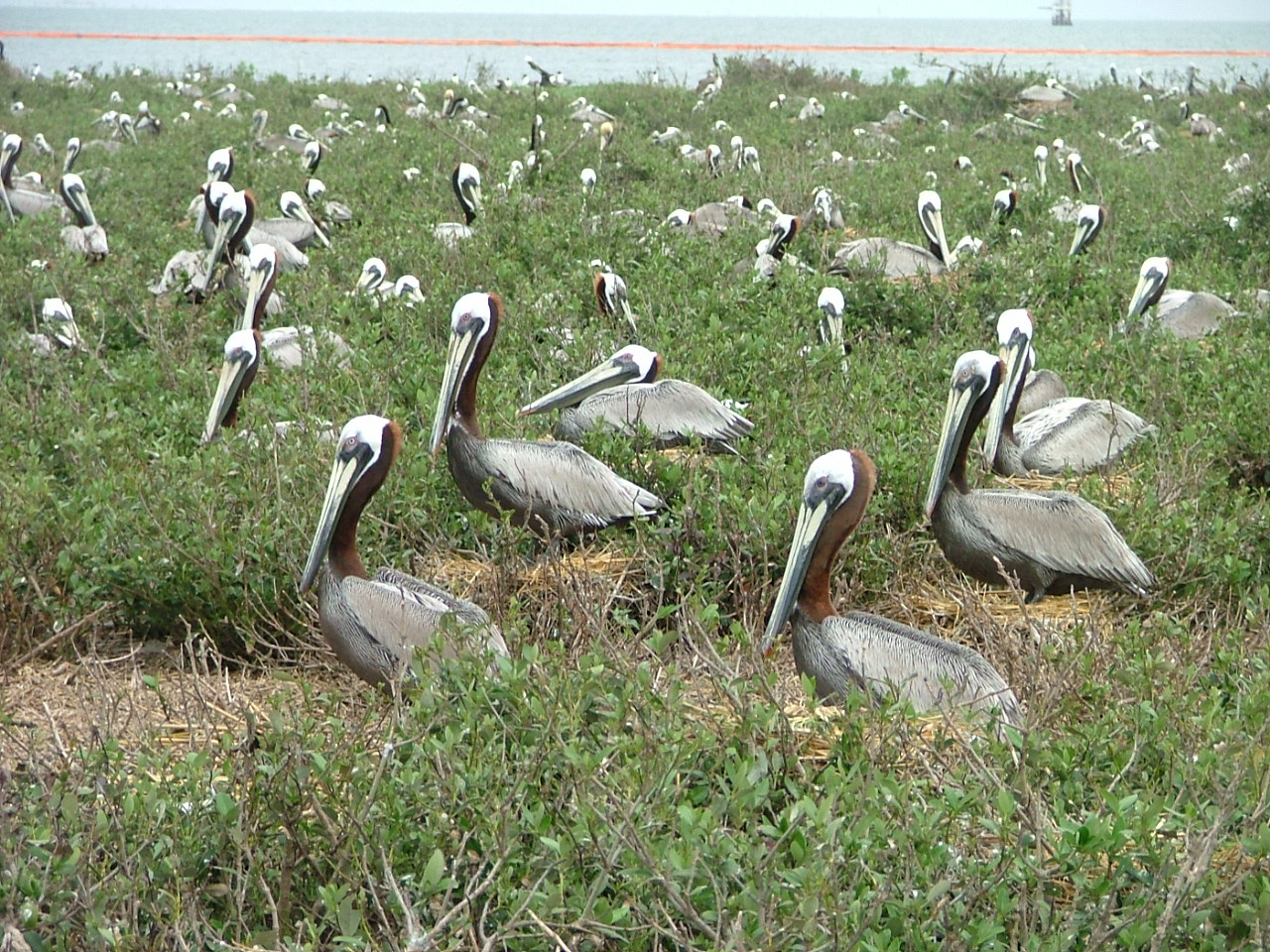
営巣コロニー
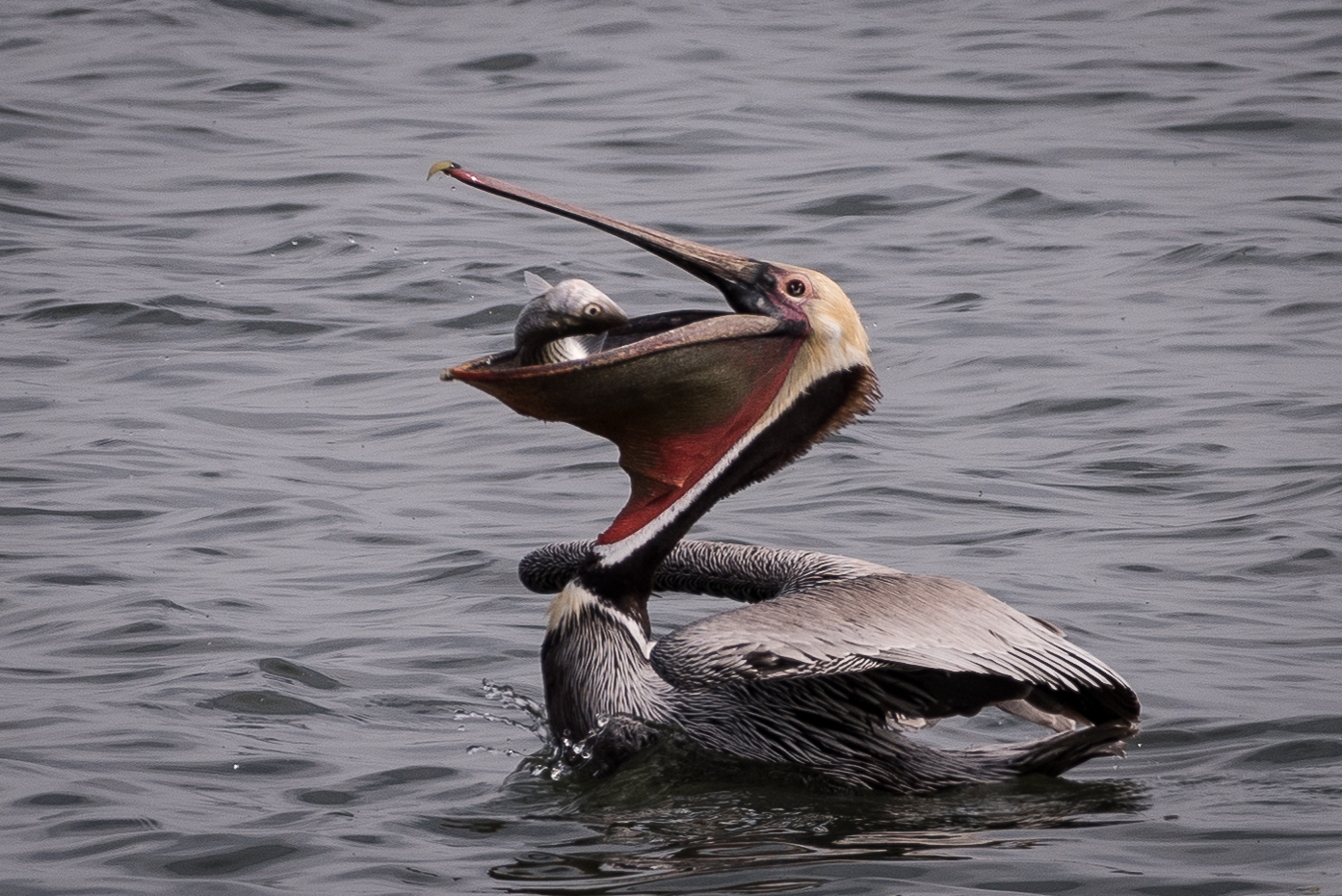
喉袋を広げて魚を捕らえた様子
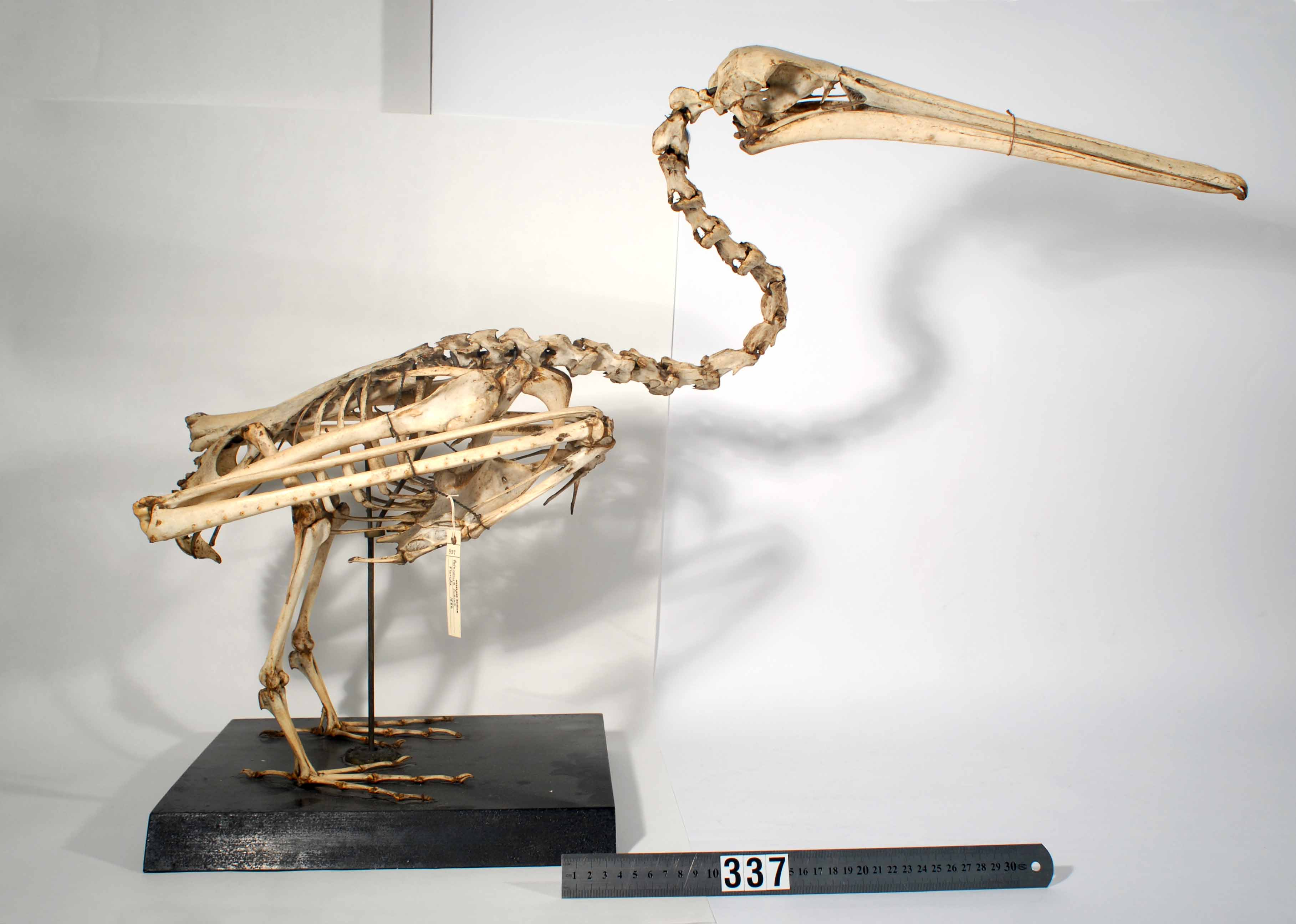
骨格標本